# Завадський Юхим Дмитрович
Юхим Дмитрович Завадський (1 (13) квітня 1884, Золочів, Харківська губернія — не раніше 1930) — офіцер російської імператорської армії, згодом після революції — телеграфіст Харківського телеграфу, бухгалтер колгоспу. Учасник Першої світової війни, жертва радянських репресій.

## Життєпис
Походив з селян Харківської губернії. Здобув домашню освіту, після чого продовжив навчання на кадрового військового.
Військову освіту здобув у Чугуївському піхотному юнкерському училищі, яке закінчив по 1-му розряду, отримавши 6 (22) серпня 1909 року звання підпоручик, після чого проходив службу в Російській імператорській армії. Проходив службу в різних частинах — зокрема в — 41-му Сибірському стрілецькому полку, до жовтня 1916 року мав звання штабскапітана. Брав участь у Першій світовій війні.
Після Жовтневої революції і Громадянської війни жив у своєму рідному місті Золочеві на території Української РСР. Працював телеграфістом Харківського центрального телеграфу. У 1927 році був заарештований за звинуваченням в антирадянській діяльності, рішення у справі відсутнє. 24 квітня 1929 заарештований вдруге за зв'язок з польським шпигуном і визначенням колегії ОДПУ від 18 січня 1930 був засуджений за статтею 5410 Кримінального кодексу Української РСР до позбавлення волі строком на 10 років. Подальша доля невідома. Реабілітований 7 липня 1989 року.

## Нагороди
- 20 квітня 1915 року — орден святої Анни IV ступеня (Анненська зброя)[4];
- 31 жовтня 1916 року — орден святої Анни III ступеня[5];
- 07 листопада 1916 року — орден Святого Станіслава II ступеня з мечами[3].

## Родина
Дружина — Вставська Варвара Петрівна, православна. Народилася орієнтовно в 1896 році в родині учасника Російсько-Японської війни Петра Кузьмича Вставського і була однією з дев'ятьох дітей (4 сестри та 4 братів). У 1916 році закінчила медичний факультет Імператорського Томського університету з присвоєнням звання зубного лікаря з відзнакою.